# Alphonse Roy

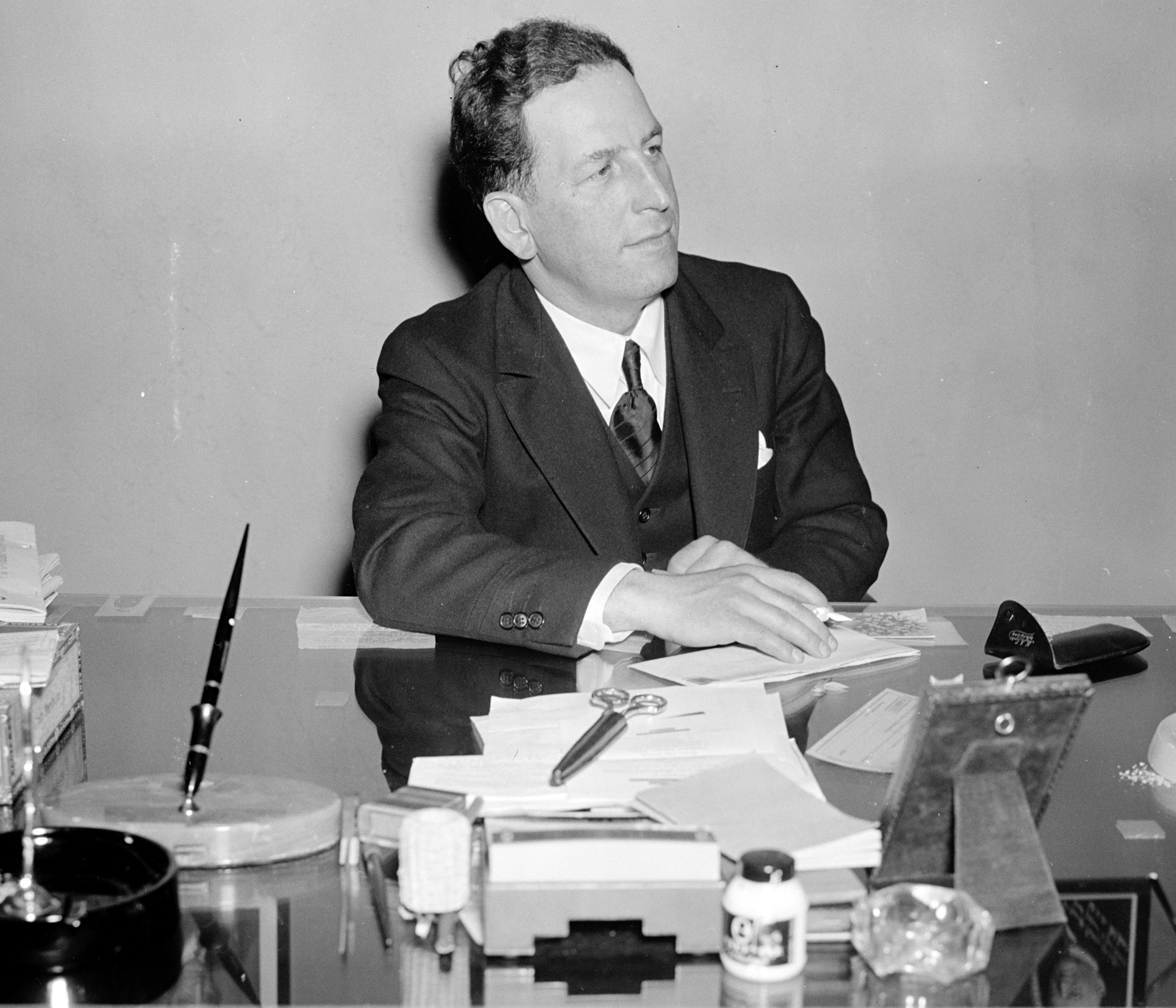
Alphonse Roy (1938)

Alphonse Roy (* 26. Oktober 1897 in Saint-Simon, Québec, Kanada; † 5. Oktober 1967 in Manchester, New Hampshire) war ein US-amerikanischer Politiker. Zwischen 1938 und 1939 vertrat er den Bundesstaat New Hampshire im US-Repräsentantenhaus.

## Werdegang
Alphonse Roy kam bereits im Jahr 1901 nach Manchester in New Hampshire. Dort besuchte er die öffentlichen Schulen. Später stieg er in das Immobiliengeschäft ein. Politisch wurde er Mitglied der Demokratischen Partei. Zwischen 1925 und 1931 war er Abgeordneter im Repräsentantenhaus von New Hampshire. Zur gleichen Zeit saß er auch im Stadtrat von Manchester. Zwischen 1933 und 1937 war er Berater (Executive Councilor) der Staatsregierung von New Hampshire.
Bei den Kongresswahlen des Jahres 1936 kandidierte er erfolglos für das US-Repräsentantenhaus in Washington. Roy legte aber gegen das Wahlergebnis, das zu Gunsten des Republikaners Arthur B. Jenks ausgefallen war, Widerspruch ein. Nachdem diesem stattgegeben worden war, konnte er am 9. Juni 1938 den zwischenzeitlich von Jenks gehaltenen Abgeordnetensitz im Kongress übernehmen und die angebrochene Legislaturperiode bis zum 3. Januar 1939 beenden. Bei der Wahl des Jahres 1938 unterlag er Jenks, der damit sein Mandat zurückgewann. Im Jahr 1940 scheiterte Roy erneut mit dem Versuch einer Rückkehr in den Kongress.
Zwischen 1943 und 1945 war Roy beim Eichamt (Sealer of Weights and Measures) der Stadt Manchester angestellt. Danach war er bis 1953 US Marshal für den Bezirk von New Hampshire. Im Jahr 1958 kandidierte er nochmals erfolglos für den Kongress. Eine Kandidatur für die Nominierung durch seine Partei für die Senatswahlen blieb im Jahr 1960 ebenfalls erfolglos. Bis zu seinem Tod im Jahr 1967 arbeitete Alphonse Roy im Immobiliengeschäft.